# Mesoaxó
En neurobiologia, un mesoaxó és un parell de membranes plasmàtiques paral·leles d'una cèl·lula de Schwann. Marca el punt de contacte punta a punta de la cèl·lula de Schwann que envolta l'axó. Una única cèl·lula de Schwann del sistema nerviós perifèric s'embolicarà i suportarà només un axó individual (llavors mielinitzat; proporció d'1:1), mentre que els oligodendròcits que es troben al sistema nerviós central poden embolicar i suportar 5-8 axons. Els axons prims no mielinitzats sovint s'agrupen, amb diversos axons no mielinitzats a un sol mesoaxó (i diversos grups d'aquest tipus a una única cèl·lula de Schwann).
El mesoaxó extern (Terminologia histologica: Mesaxon externum) és la connexió de la membrana cel·lular externa amb la beina compacta de mielina. El mesoaxó intern (Terminologia histologica: Mesaxon internam) és la connexió entre la beina de mielina i la part interna de la membrana cel·lular de la cèl·lula de Schwann, que es troba directament oposada a l'axolema, és a dir, la membrana cel·lular de la fibra nerviosa envoltada per la cèl·lula de Schwann. .